# Cerro Amarillo
Cerro Amarillo är ett berg i Bolivia.   Det ligger i departementet Potosí, i den södra delen av landet, 500 km sydväst om huvudstaden Sucre. Toppen på Cerro Amarillo är 5 661 meter över havet, eller 480 meter över den omgivande terrängen. Bredden vid basen är 6,1 km.
Terrängen runt Cerro Amarillo är huvudsakligen lite bergig. Trakten runt Cerro Amarillo är nära nog obefolkad, med mindre än två invånare per kvadratkilometer..
Trakten runt Cerro Amarillo är ofruktbar med lite eller ingen växtlighet.